# Chionaema transfasciata
Chionaema transfasciata là một loài bướm đêm thuộc phân họ Arctiinae, họ Erebidae.